# Duboja

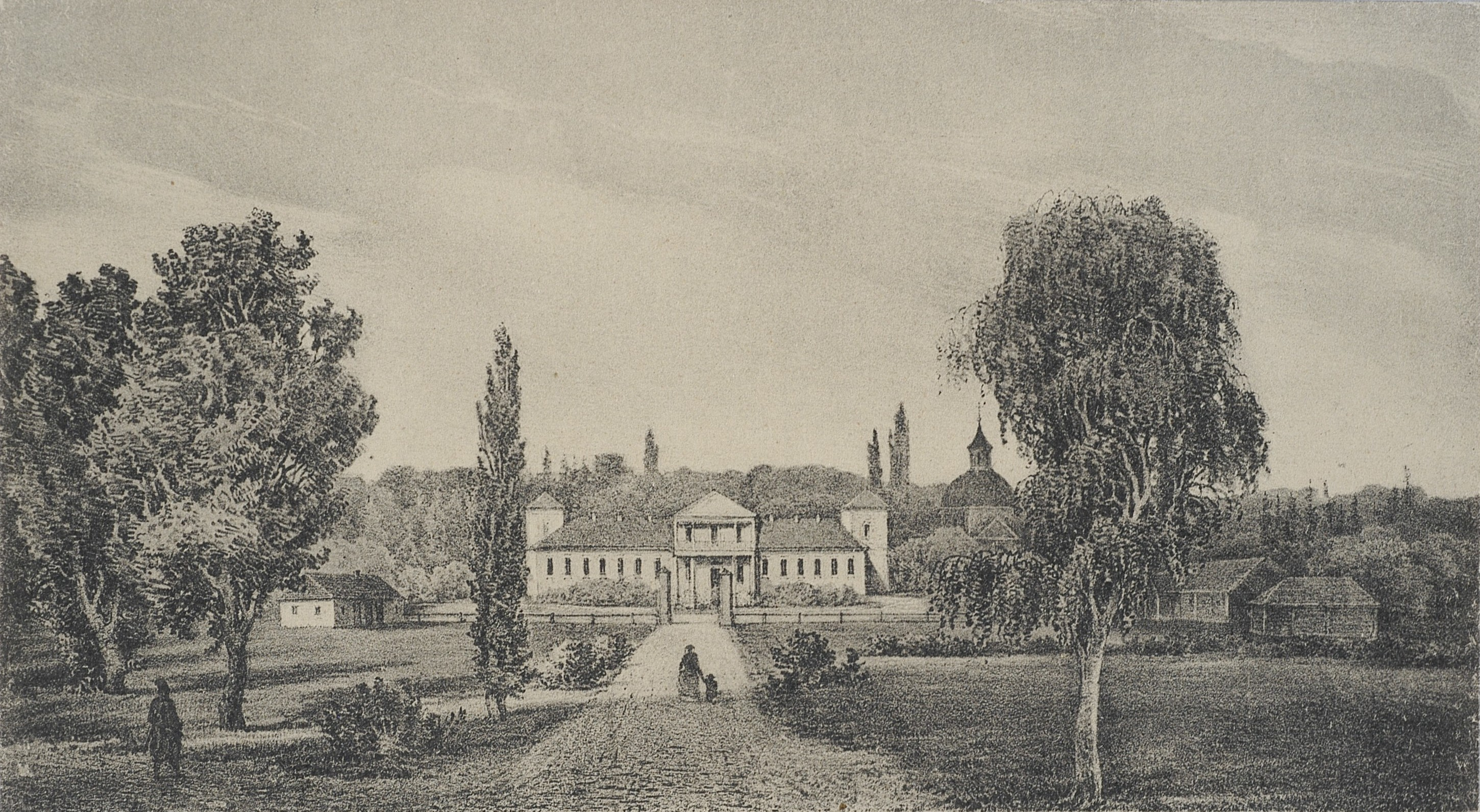
Dwór na litografii Napoleona Ordy (1870)

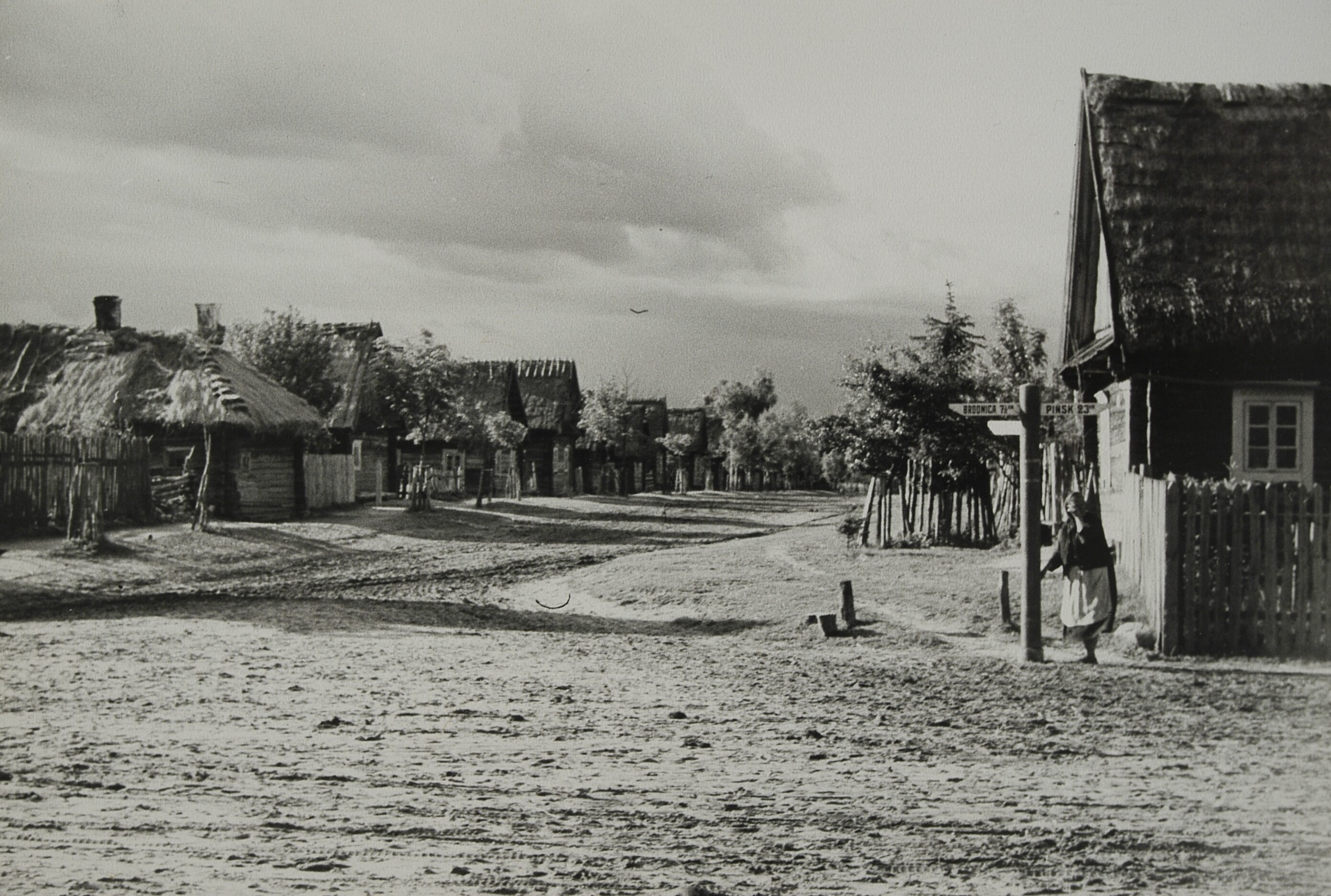
Droga z chałupami, około 1936

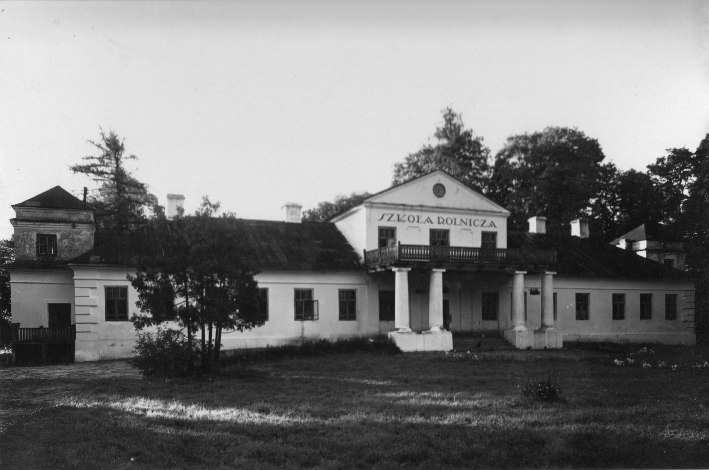
Frontowa fasada dworu (1924)

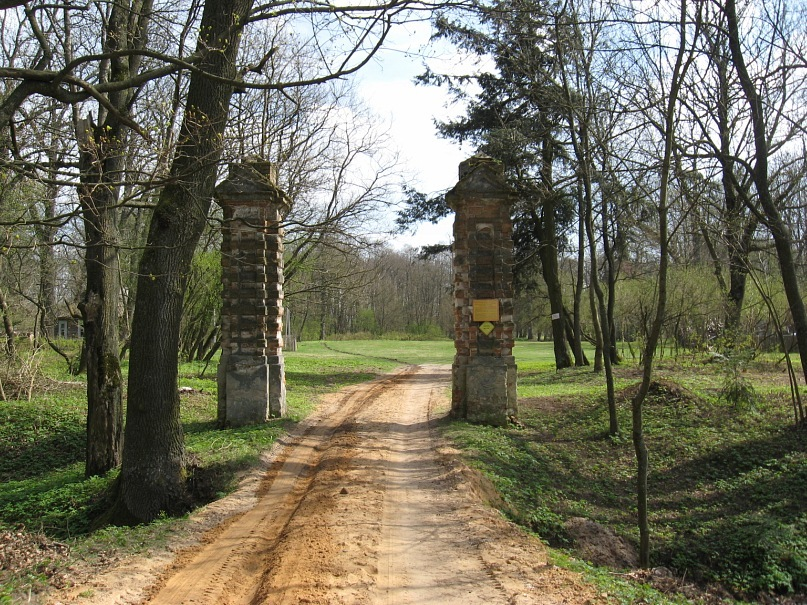
Brama do dawnej posiadłości

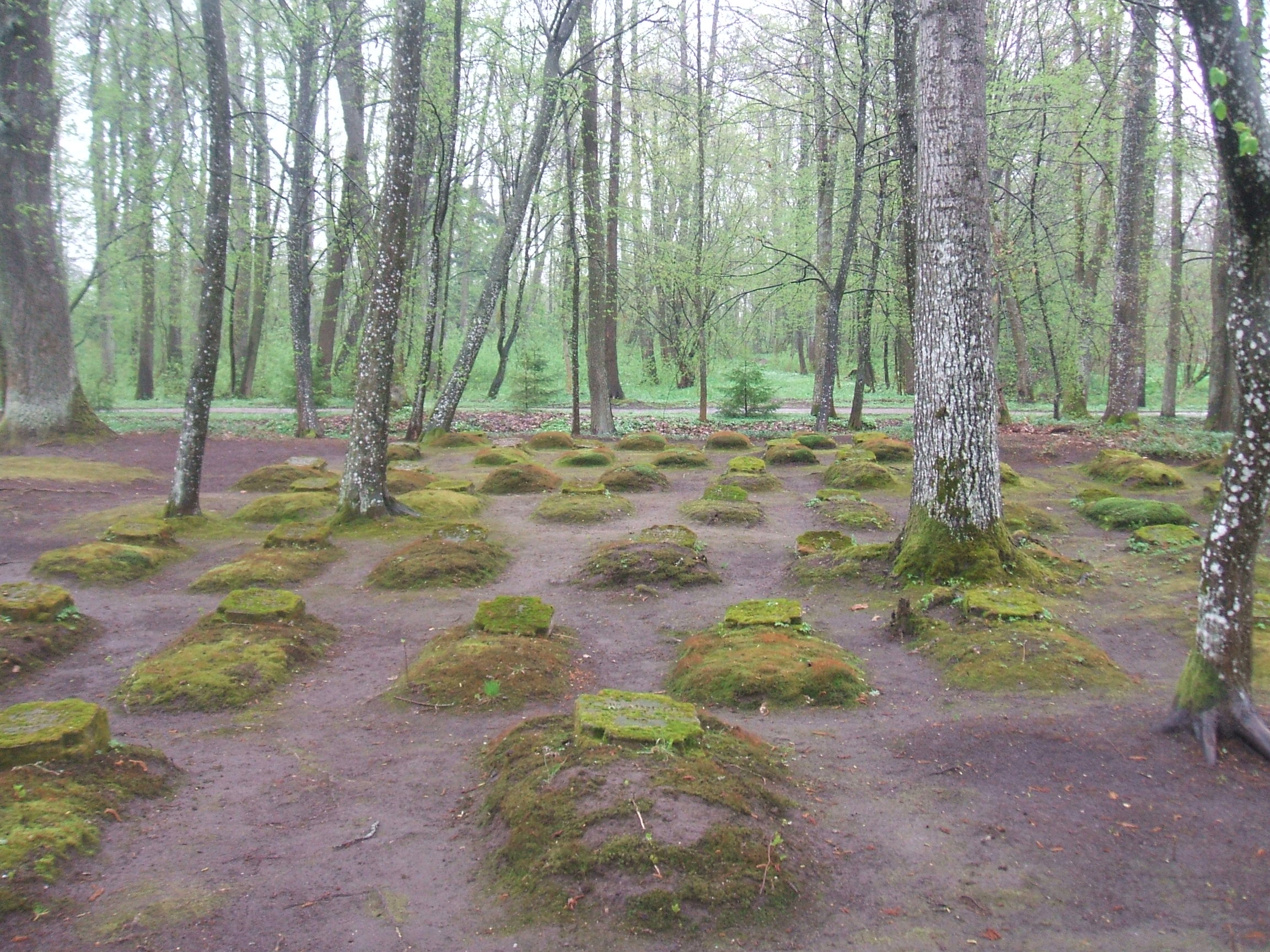
Pozostałości cmentarza z I wojny światowej na terenie parku

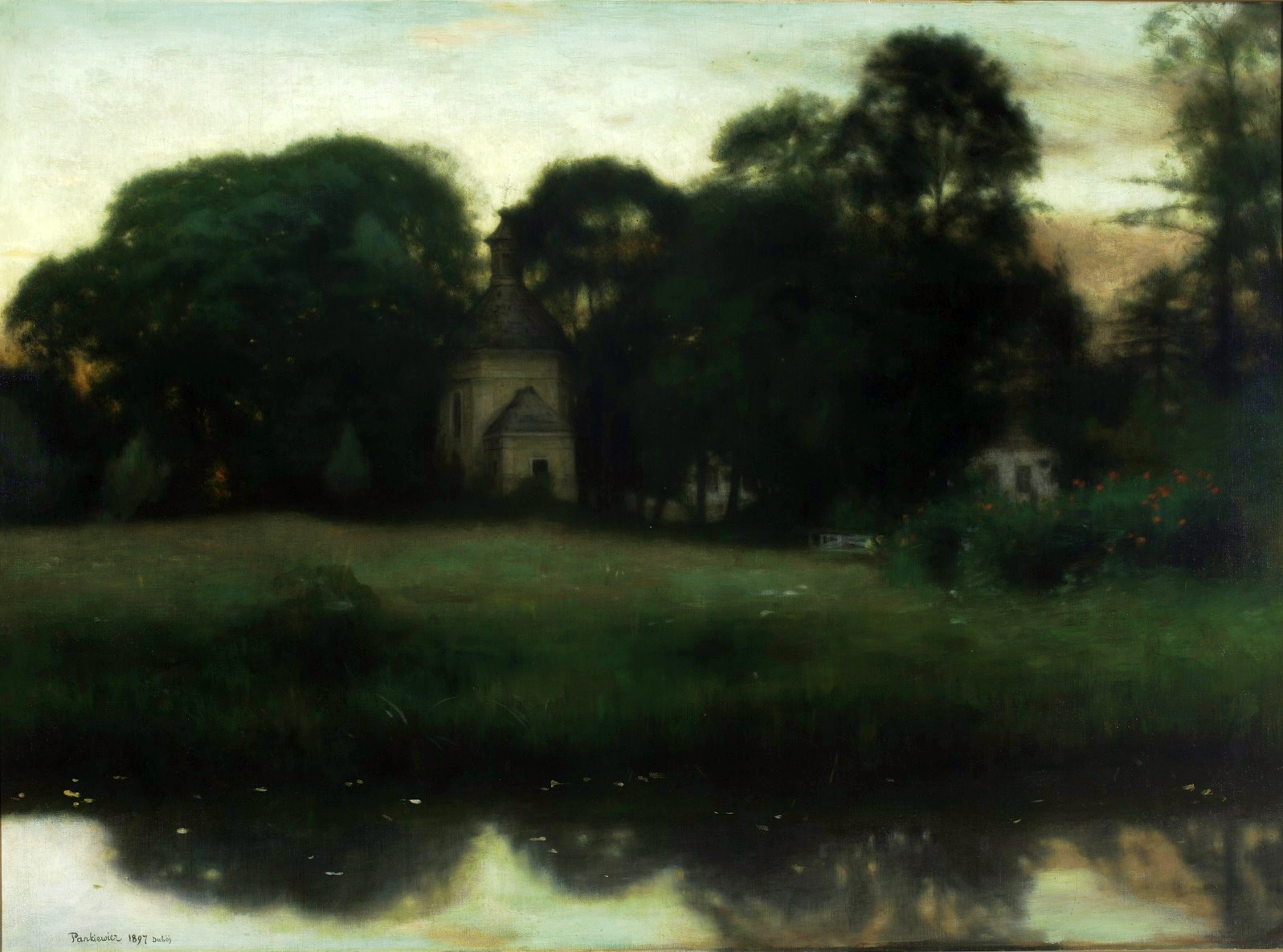
Obraz Józefa Pankiewicza z 1897 roku przedstawiający kaplicę w Duboi, olej na płótnie, ze zbiorów Muzeum Narodowego w Warszawie

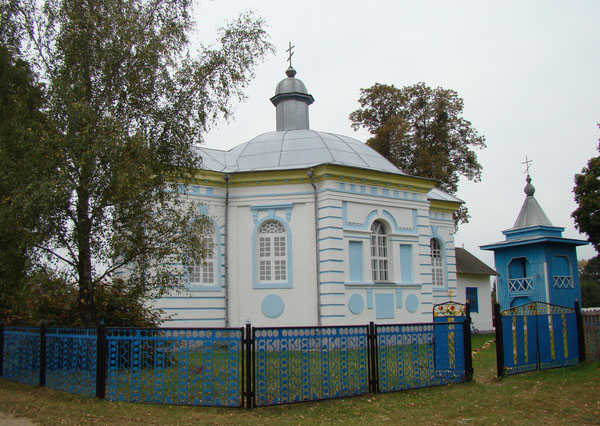
Cerkiew Narodzenia Matki Bożej

Duboja (błr. Дубае, Dubaje; ros. Дубое, Duboje) – wieś na Białorusi, w rejonie pińskim obwodu brzeskiego, około 21 km na zachód od Pińska.
Siedziba parafii prawosławnej pw. Narodzenia Matki Bożej.

## Historia
Pierwsze wzmianki o wsi pochodzą z 1498 roku, kiedy koniuszy Sieńko Dmitrowicz otrzymał część tej wsi od pińskiej księżnej Marii Siemienowej. Ale już w 1503 roku wieś stała się własnością Karpowiczów na mocy decyzji księcia Fiodora Iwanowicza Jarosławowicza. W 1558 roku wieś została wymieniona w dokumentach określających zasięg lasów królewskich. W 1566 roku dobra te na mocy przywileju wydanego przez króla Zygmunta Augusta stały się własnością Siemiona i Dymitra Werenicz-Stachowskich herbu Ogończyk. Prawdopodobnie od nich wieś nabył Sasin Iwanowicz. A w 1596 roku właścicielem majątku był Jan Połoz, który założył tu ogromny park, z centralnym zamkiem, które wraz z resztą Duboi były już w 1598 roku własnością innego bogatego szlachcica Jana Popowa. Na początku XVII wieku właścicielami majątku byli Ogińscy, później Radziwiłłowie. W 1635 albo 1638 roku Albrycht Stanisław Radziwiłł przekazał go zakonowi pińskich jezuitów, którzy urządzili tu sobie letnią rezydencję. W starym zamku urządzono ochronkę dla sierot, a obok sztucznej wyspy wybudowano pierwszą kaplicę. W 1648 roku wieś była spalona przez kozaków ukraińskich. W 1706 roku, podczas III wojny północnej w rezydencji jezuitów przebywał król szwedzki Karol XII (w czasie tej wojny wieś była ponownie spalona). W 1748 roku mieszkał w niej Adam Tadeusz Naruszewicz.
Po kasacie zakonu jezuitów w 1773 roku ten rozległy majątek kupił prawdopodobnie Ignacy Kurzeniecki. W 1784 roku odwiedził go tu król Stanisław August. Królowi towarzyszył bp Adam Naruszewicz.
Przed rozbiorami Duboja leżała w województwie brzeskolitewskim Rzeczypospolitej. Po II rozbiorze Polski w 1793 roku znalazła się na terenie Imperium Rosyjskiego. W 1830 roku pod miasteczkiem odbyła się bitwa między wojskami powstańczymi Tadeusza Pusłowskiego w wojskami carskimi.
Kurzenieccy władali Duboją przez około 100 lat. Po upadku powstania styczniowego utracili te dobra, nowym właścicielem stał się Platon Spasski. W latach 70. XIX wieku działała tu gorzelnia, cegielnia i młyn (napędzany kieratem). W 1885 roku od Andrieja Spiridonowa dobra te kupił znany przemysłowiec warszawski Karol Jan Szlenkier. W 1904 roku właścicielką Duboi i dóbr liczących około 9 tysięcy hektarów stała się jego córka Maria Anna Wydżdżyna, żona Stanisława Wydżgi, która w 1921 roku wydzieliła jego centralną, stuhektarową część z parkiem i XVIII-wiecznym dworem pojezuickim na szkołę rolniczą imienia jej przedwcześnie zmarłej córki Janiny. Szkoła ta działała do 1944 roku. W latach 30. XX wieku wieś liczyła 90 domów i 320 mieszkańców.
W czasie I wojny światowej wieś też została spalona. Po ustabilizowaniu się granicy polsko-radzieckiej w 1921 roku Duboja znalazła się na terenie Polski, w gminie Brodnica powiatu pińskiego województwa poleskiego. W czasie II wojny światowej połowa domów została zniszczona. Od 1945 roku – w ZSRR, od 1991 roku – na terenie Republiki Białorusi.
W 2004 roku wprowadzono nazwę Dubaje.

## Dawny dwór
Najprawdopodobniej w I połowie XVIII wieku (lub wcześniej) jezuici wybudowali tu ciekawy dwór, który zachował się do II wojny światowej. Ostateczny kształt budynkowi, znanemu z litografii Napoleona Ordy z 1870 roku, nadali Kurzenieccy, którzy rozbudowywali wielkopańską rezydencję z kaplicą domową, oranżerią i cieplarnią oraz wielkim parkiem. Zachowały się szczegółowe opisy posiadłości. Pod koniec II wojny światowej dwór został wysadzony w powietrze przez cofających się Niemców, a jego pozostałości miejscowa ludność rozebrała na cegłę. Obecnie teren należy do państwowego gospodarstwa rybackiego zarządzającego pobliskimi stawami rybnymi.
Na osi dworu znajdowała się główna brama wjazdowa, której resztki zachowały się do dziś. Między bramą a dworem, po obu stronach stały (zachowane do dziś co najwyżej w ruinie): kordegarda, kilka oranżerii i stajnia koni wyjazdowych. Przed portykiem dworu znajdował się ogromny gazon. Przy prawym tylnym narożniku dworu stała (zachowana do dziś) pojezuicka, a później przydomowa kaplica.
Park dubojski miał kształt kwadratu o powierzchni 11 ha i był najpiękniejszy na Polesiu. Miał regularne założenie, z elementami stylu francuskiego. Obecnie za bramą, po bokach dawnego dziedzińca, stoją dwa nieduże powojenne budynki. Z drewnianym domem mieszkalnym po prawej sąsiaduje stary budynek murowany nakryty dachem naczółkowym, kiedyś zapewne oficyna dworska. Na wprost bramy ciągnie się rozległy plac, na którego wschodnim skraju, przed ścianą drzew, niewysoki pagórek wskazuje miejsce zniszczonego dworu. Po prawej, nieco w głębi, stoi wśród starych drzew najcenniejsza pozostałość jezuickiej rezydencji: wspomniana wyżej piękna, barokowa kaplica z XVIII wieku.
Majątek w Duboi jest opisany w 2. tomie Dziejów rezydencji na dawnych kresach Rzeczypospolitej Romana Aftanazego oraz obszernie w książce Anny Mieszczanek pt. Przedwojenni. Zawsze był jakiś dwór. Historia ziemian, w rozdziale „Przemysłowcy, malarze i dwory w bezkresie”.

## Pozostałe historyczne obiekty
Ta barokowa pojezuicka kaplica, później domowa, czyli kościół Podwyższenia Krzyża Świętego, została zaprojektowana na planie ośmioboku, z przedsionkiem od frontu i zakrystią od tyłu. Nakrywa ją wysoka kopuła z ośmioboczną latarnią. Elewacje zdobią narożne pilastry, gzymsy oraz prostokątne obramienia okien i drzwi, zaś fasadę przedsionka – arkadowy portal i trójkątny fronton. Po wojnie kaplica służyła jako skład narzędzi rolniczych i pomieszczenie dla agregatu prądotwórczego, co spowodowało zrujnowanie jej polichromii i urządzenia. Kaplica jest wpisana na listę państwowego rejestru historyczno-kulturalnych zabytków Republiki Białoruś z przeznaczeniem na punkt muzealny przy miejscowym rezerwacie przyrody. Została uwieczniona na obrazie Józefa Pankiewicza w 1897 roku pt. Park w Duboju.
Kaplica, po II WŚ, była magazynem, pocztą, a obecnie wpisano ją na państwową listę białoruskich zabytków z przeznaczeniem na punkt muzealny przy miejscowym rezerwacie przyrody. Została uwieczniona na obrazie Józefa Pankiewicza w 1897 r. pt. Park w Duboju.
W 1811 roku wybudowano we wsi cerkiew Narodzenia Najświętszej Marii Panny, która też zachowała się do dziś. Została ufundowana przez Klotyldę Kurzeniecką, córkę Ignacego. Jej plan i bryła nawiązują do jezuickiej kaplicy w parku: świątynia składa się z ośmiobocznej nawy oraz przedsionka i prezbiterium na planach prostokątów. Wewnątrz zachowała się iluzjonistyczna polichromia z 1885 roku.
W parku znajduje się cmentarz niemieckich, rosyjskich i polskich żołnierzy z okresu I wojny światowej. We wsi jest jeszcze jeden cmentarz, przy którym stoi mała drewniana kapliczka.
W parku rośnie dąb, liczący prawdopodobnie około 450 lat, zwany dębem królowej Bony Sforzy.

## Urodzeni w Duboji
- Józef Łukaszewicz – polski matematyk, żołnierz Armii Krajowej, profesor i rektor Uniwersytetu Wrocławskiego, działacz katolicki[11].

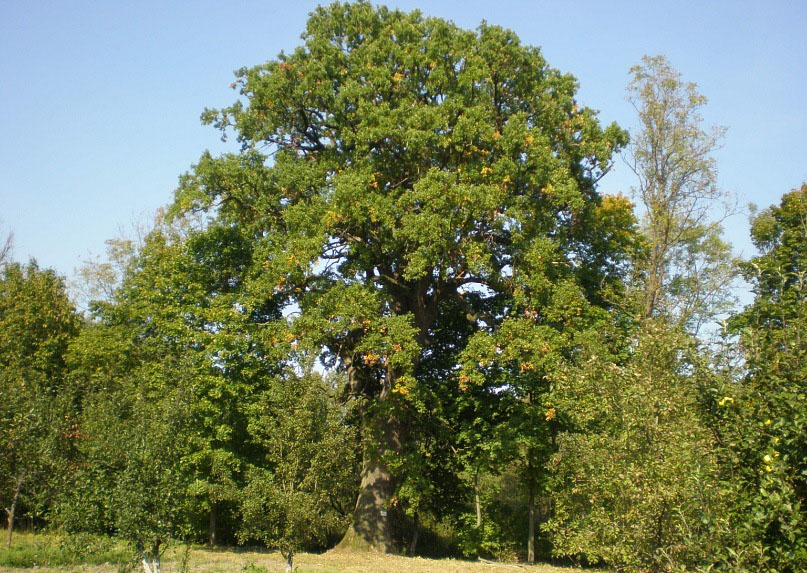
Dąb królowej Bony Sforzy